# Estação Madeleine
Madeleine é uma estação das linhas 8, 12 e 14 do Metrô de Paris, localizada no 8.º arrondissement de Paris.
É uma das seis estações de metrô a levar o nome de uma mulher, Maria de Magdala, ou Maria Madalena, as outras cinco mulheres sendo Marguerite de Rochechouart, Louise Michel, Marie Curie, Marguerite de Boucicaut e Amélie Lagache.

## História

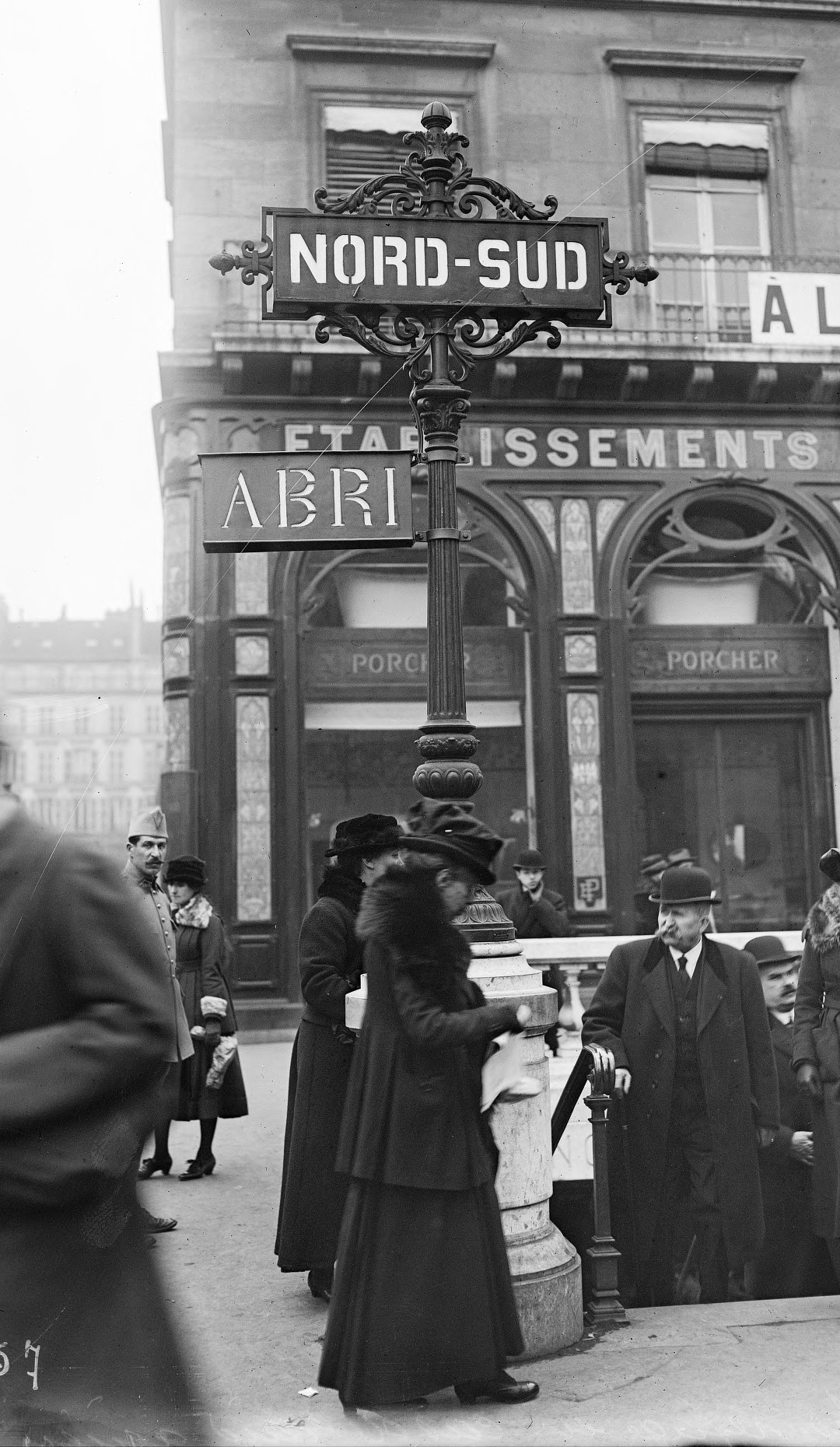
Uma entrada da estação em 1918.

Além da santa cristã, Maria de Magdala conhecida como Maria Madalena, seu nome lembra o pequeno burgo que foi desenvolvido no século VI, a oeste da capital, em torno de um feudo do bispo de Paris. Ele foi chamado rapidamente La Ville-l’Évêque e sua capela foi dedicada a santa Madalena no século XIII.
A estação foi inaugurada em 5 de novembro de 1910. Ela foi então servida pela linha A da Société du Chemin de Fer Électrique Souterrain Nord-Sud de Paris (Nord-Sud), que vai se tornar a ligne 12 durante a absorção da empresa pela Compagnie du chemin de fer métropolitain de Paris (CMP), em 1931. A ligne 8, então propriedade da CMP, atende a estação a partir de 13 de julho de 1913. Finalmente, foi a Régie Autonome des Transports Parisiens (RATP) que fez chegar a ligne 14 em 15 de outubro de 1998 durante a criação desta linha, cuja estação foi o terminal noroeste até a sua extensão para Saint-Lazare em 2003.
Em 2011, 7 412 746 viajantes que entraram nesta estação. Ela viu entrar 7 475 264 passageiros em 2013, o que a colocou na 34ª posição das estações de metrô por sua frequência.

## Serviços aos Passageiros

### Plataformas

#### Linha 8
As plataformas da linha 8 são de configuração padrão: duas plataformas laterais, elas são separadas pelas vias situadas ao centro e a abóbada é elíptica. Elas estão organizadas no estilo "Andreu-Motte" e têm rampas luminosas amarelas, bancos e saídas dos corredores bloco amarelo e assentos "Motte" amarelos. No entanto, as saídas dos corredores para a correspondência com a linha 14 têm telhas lisas brancas. Estes desenvolvimentos são casados com as mesmas telhas lisas brancas. O nome da estação é inscrito em placas esmaltadas em fonte Parisine e os quadros publicitários são metálicos.

#### Linha 12
Como as da linha 8, as plataformas da linha 12 também são de configuração padrão: duas plataformas laterais, elas são separadas pelas vias situadas ao centro. A abóbada é semi-elíptica, forma específica para as antigas estações do Nord-Sud. Elas também são decorados em estilo "Andreu-Motte": eles possuem rampas luminosas vermelhas, banquetas em telhas vermelhas planas e assentos "Motte" vermelhos. As saídas dos corredores são em telhas vermelhas planas, exceto para a correspondência com a linha 14, que têm telhas brancas de mármore características dos corredores da linha 14. Como para a linha 8, esses recursos são casados com as telhas brancas em toda a abóbada e os pés-direitos. O nome da estação é inscrito em placas esmaltadas em fonte Parisine e os quadros publicitários são metálicos.

#### Linha 14
As plataformas de 14 de linha são infelizmente conhecidas pelo mau cheiro que prevalece devido à emanação de sulfeto de hidrogênio devido à má vedação da estação. Três obras de arte estão localizados nos corredores ou nas plataformas criadas para a linha 14: "La Prière" e "Ryaba la Poule" são encontradas no corredor de correspondência com a linha 12 enquanto que "Tissignalisation n°14" adorna a abóbada das plataformas.
"La Prière" é uma escultura criada por Constantin Brâncuși. Esta obra, reprodução da obra de 1907, está em exposição na estação desde dezembro de 2001 e apresenta uma mulher que reza. Oferecido para a França pelo presidente da fundação franco-romena internacional, o escultor Remus Botar Botarro, para celebrar o 125º aniversário do nascimento de Constantin Brâncuşi (1876-2001), esta cópia idêntica foi fabricada na fundição de arte Noack em Berlim, em 2000, depois de um processo de moldagem de borracha silicônica.
"Tudo participa dele. O buraco de sombras dos olhos, a ausência de determinados traços, seu caráter anônimo, a remoção dos detalhes desnecessários (as orelhas, os dedos), o movimento lento e grave a cabeça, da mão, dos ombros, a amputação do antebraço esquerdo, que teria gerado o ritmo quase ritual da composição, a assimetria das pernas, uma sendo mais avançada do que os outros, a modelagem atormentada, amarga, fragmentada e especialmente a intensidade espiritual, deste invisível que o artista torna visível pela forma animada. Ao espaço emocional da escultura, Brâncuşi adicionou uma nova dimensão: a do tempo, expressa pelo ritmo contínuo e pelo caminhar para o humano. Uma humanidade vista na reverência e fé, uma humanidade animada pela caridade e a nostalgia do céu." (De acordo com Ionel Jianu – "La sculpture Moderne en France").
"Ryaba la Poule" é um trabalho do artista russo Ivan Lubennikov. Instalada em 2009, é um vitral de 40 m2, composto de 20 painéis incrustados de elementos de vidros colocados no mezanino de acesso às plataformas, na saída do corredor de correspondência com a linha 12. Em troca desta obra, os transportes francilianos ofereceram para o Metrô de Moscou uma edícula Guimard, instalada na entrada da estação Kievskaia da linha Koltsevaia.
"Tissignalisation n°14" é uma obra do artista francês Jacques Tissinier. Criada ao mesmo tempo que a estação, ela está instalada na abóbada. É uma instalação implementando mil discos enclausurados em aço esmaltado colorido. Cada disco mede 16 cm de diâmetro e representa uma folha de papiro estilizada colorida de vermelho, branco, azul e laranja.

## Pontos turísticos
- Igreja de la Madeleine, place de la Madeleine
- Olympia
- Ministério da Justiça
- Coluna de Vendôme
- Théâtre de la Madeleine
- Théâtre Édouard VII
- Tribunal de Contas
- Pinacoteca de Paris

Galeria de fotografias
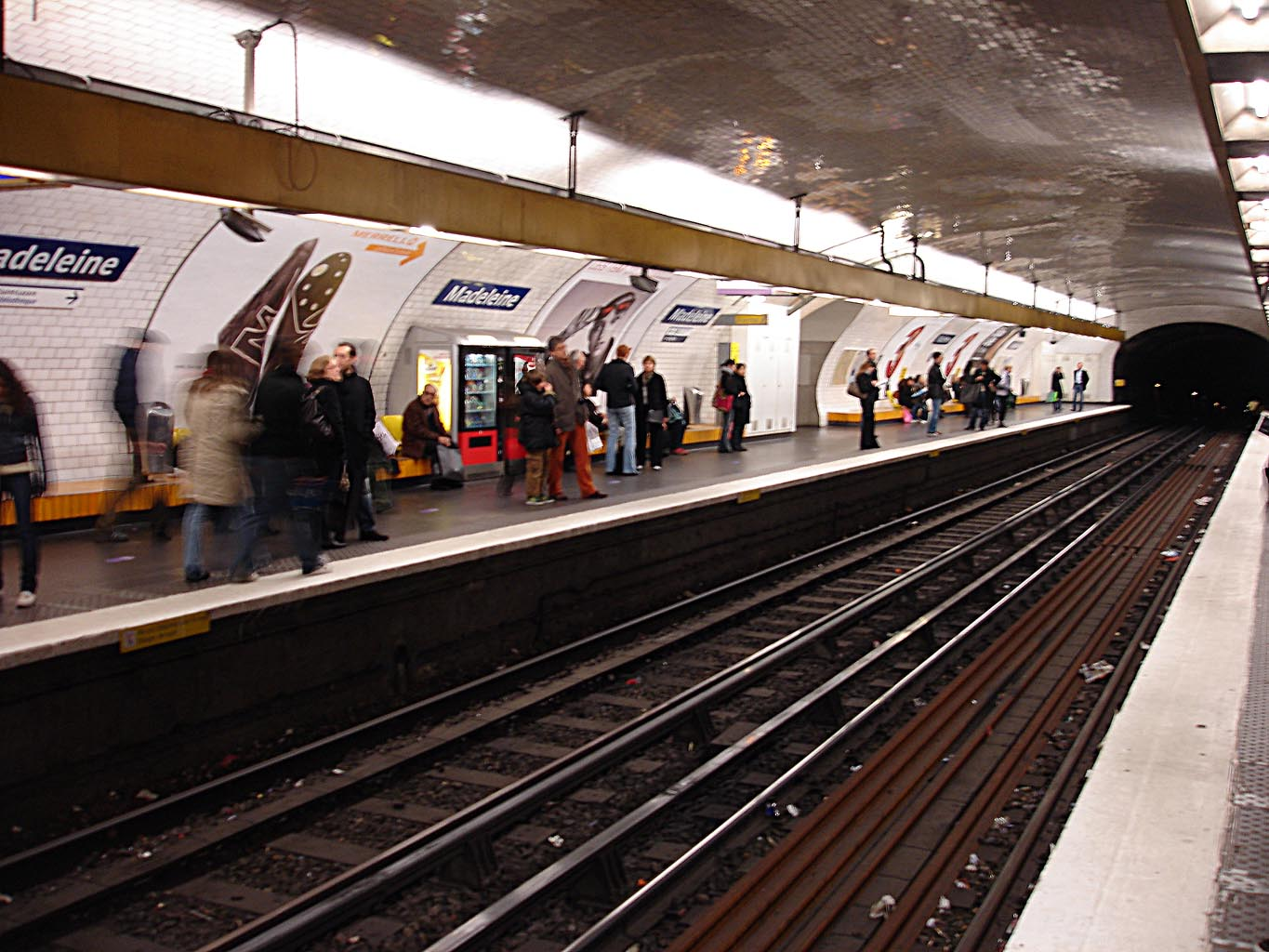
Plataformas da linha 8.
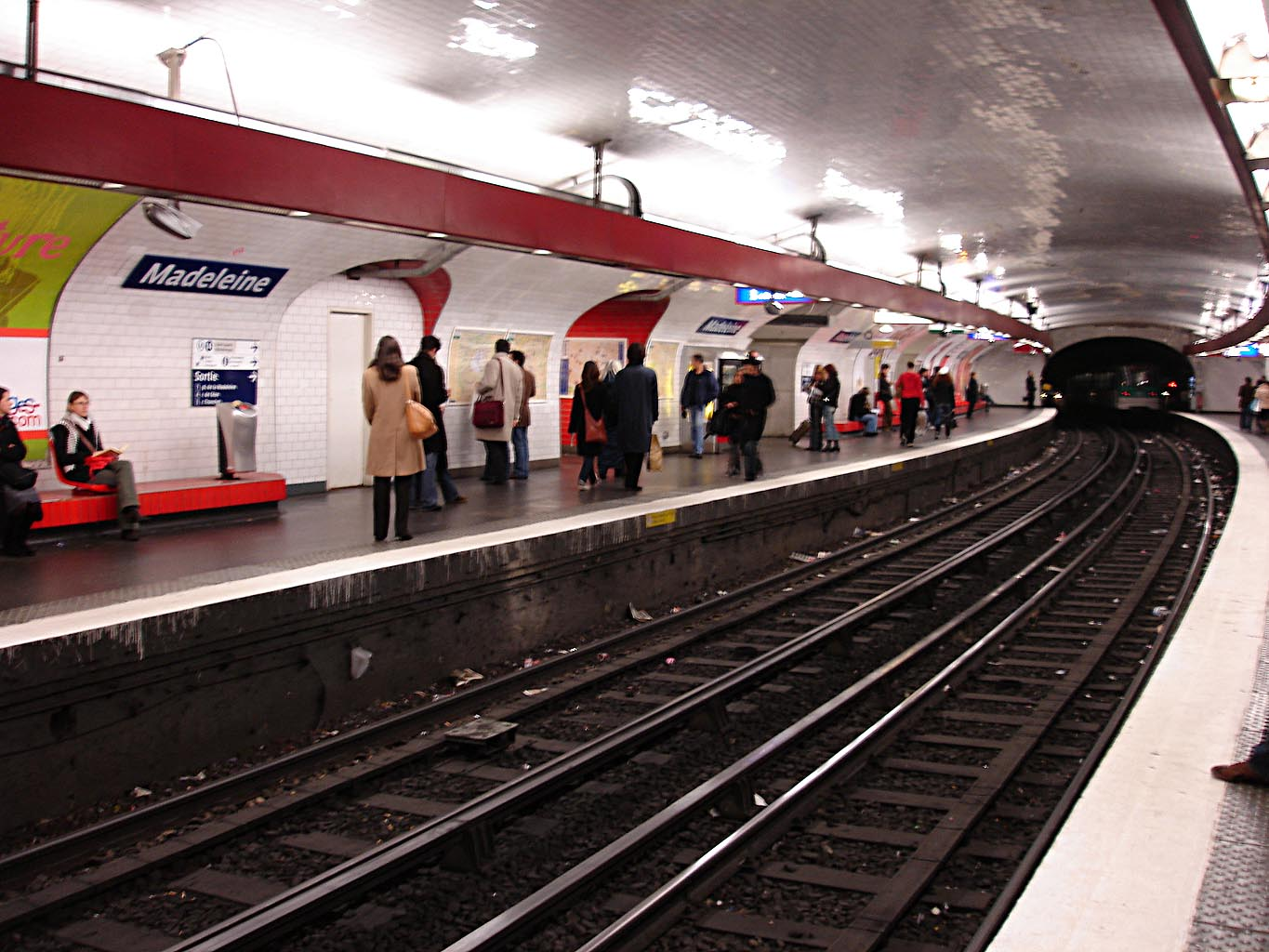
Plataformas da linha 12.
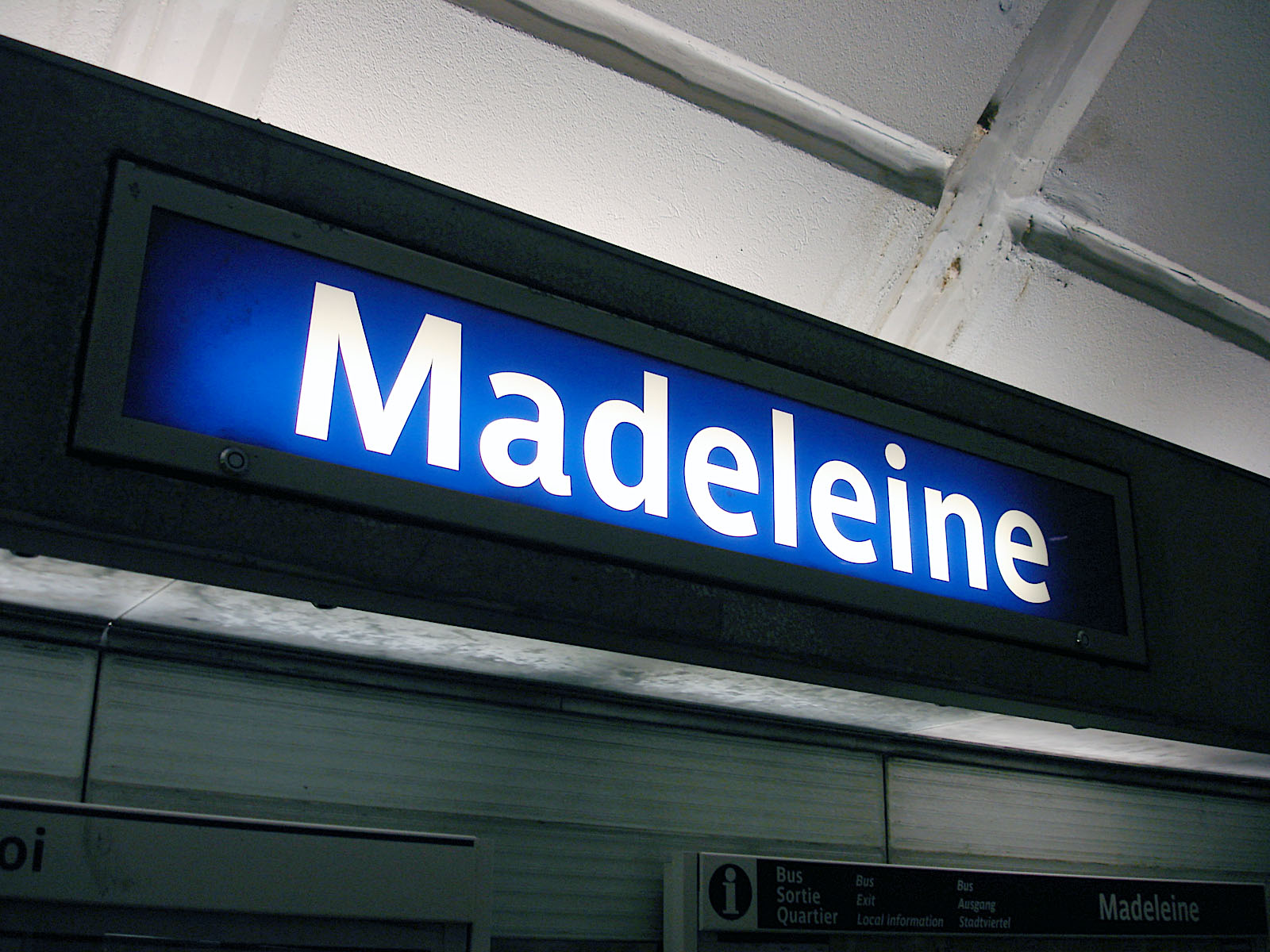
Detalhe da placa indicando o nome da estação na linha 14.
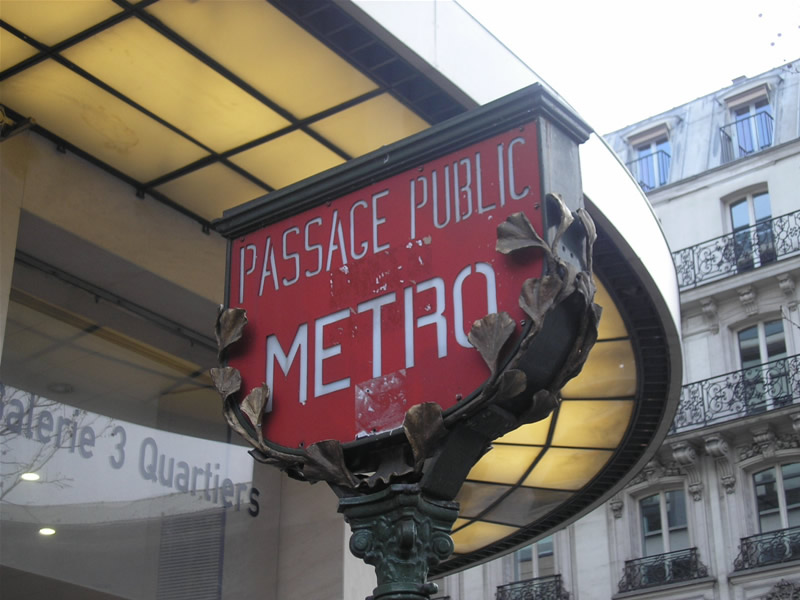
As entradas para a estação possuindo mastros particulares.